# Кустура (Бреїла)
Кустура (рум. Custura) — село у повіті Бреїла в Румунії. Входить до складу комуни Раковіца.
Село розташоване на відстані 142 км на північний схід від Бухареста, 40 км на захід від Бреїли, 47 км на захід від Галаца, 148 км на схід від Брашова.

## Населення
За даними перепису населення 2002 року у селі проживали 509 осіб, усі — румуни. Усі жителі села рідною мовою назвали румунську.